# Estables (Lozère)
Estables è un comune francese di 173 abitanti situato nel dipartimento della Lozère nella regione dell'Occitania.

## Società

### Evoluzione demografica
Abitanti censiti